# シチュエーションルーム
シチュエーションルーム (英: White House Situation Room) は、アメリカ合衆国、ホワイトハウスのウエストウイングの地下にある施設である。513.2平方メートルの会議室と情報管理センター機能を備える。
シチュエーションルームは、アメリカ合衆国大統領とその顧問（国家安全保障問題担当大統領補佐官、国土安全保障担当大統領補佐官、大統領首席補佐官を含む）が、国内外の有事の監視と対応を行うため、そして外部機関（海外の機関を含む）と安全な通信を行うために利用すべく、国家安全保障会議のスタッフによって運営されている。
シチュエーションルームでは、アメリカ合衆国大統領が世界に展開するアメリカ軍の指揮管理を維持するための通信設備と必要なセキュリティ機能が整備されている。
日本ではホワイトハウス状況室、ホワイトハウス危機管理室、緊急対応室、状況分析室などの訳語でも知られている。

## 起源と要員

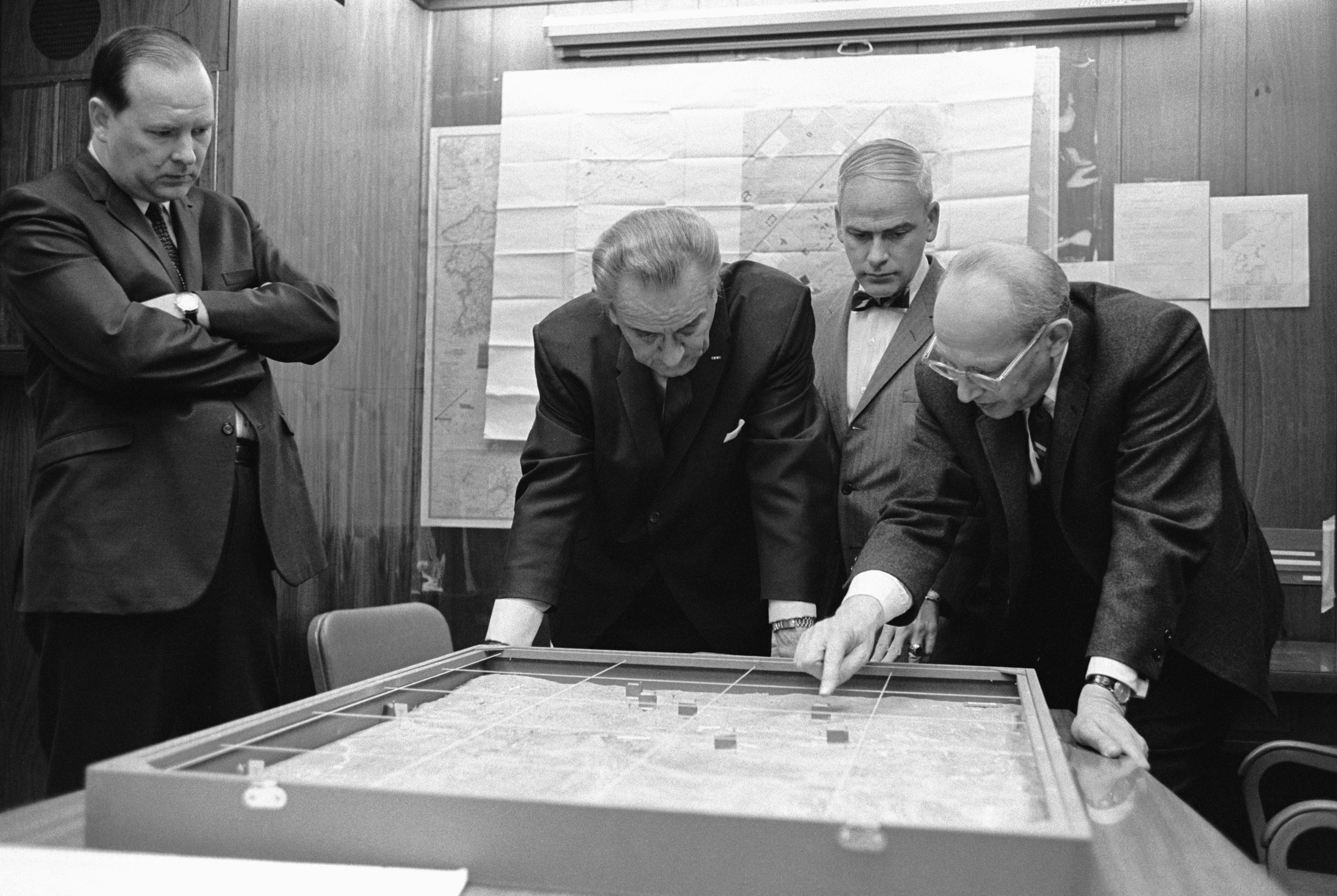
1968年2月15日、シチュエーションルームで国家安全保障問題担当大統領補佐官ウォルト・ロストウからケサンの戦いについて説明を受けるリンドン・ジョンソン大統領

シチュエーションルームは、1961年にホワイトハウスの即時対処能力の欠如によるピッグス湾事件の失敗があったことから、ジョン・F・ケネディ大統領によって設置された。この部屋には最新の通信システムが構築され、木目調の壁の裏には異なる音響機器やビデオなどの設備が備わっている。
シチュエーションルームの要員は国内・海外の事象を監視する5つのチームで組織されていて、それぞれの監視チームは3人の当直将校と通信担当、情報分析担当によって構成されている。しかし構成自体は当直シフトや求められる作業量によって幅広くなっている。
各チームは様々な情報当局やアメリカ軍から選抜された約30名の上級士官で構成されていて、各構成メンバーは通常の所属当局より厳しい身辺調査を経て選ばれ任命される。彼らは24時間体制で継続的に世界の事象を監視し、重要な事件に関してはホワイトハウスの上席役職者に継続して報告を続ける。

## 機能

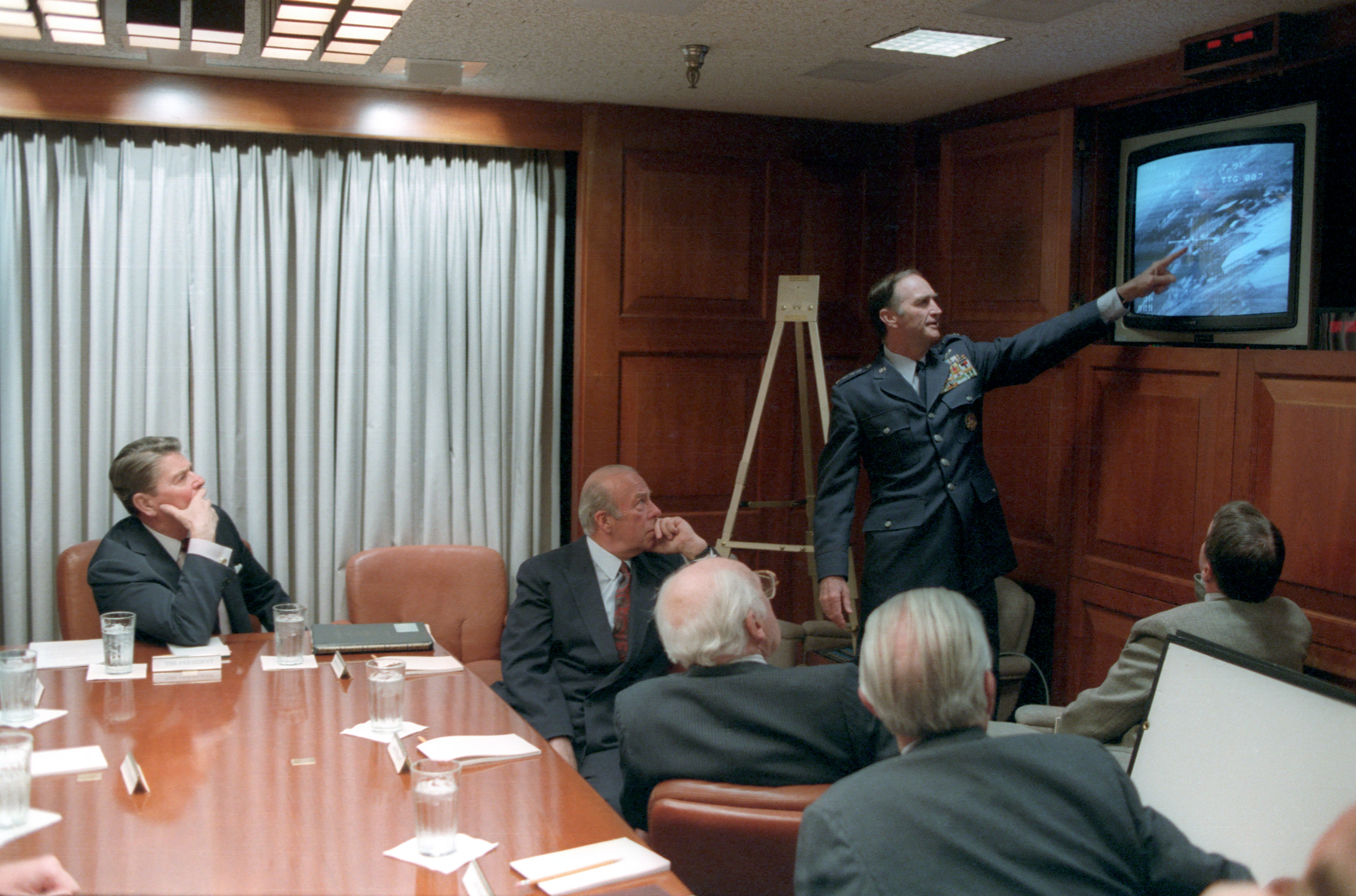
1986年4月15日、シチュエーションルームでチャールズ・A・ガブリエル空軍大将からリビア空爆について報告を受けるロナルド・レーガン大統領

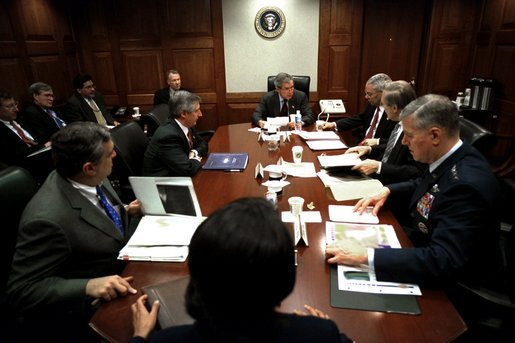
2003年3月21日、シチュエーションルームで開かれたジョージ・W・ブッシュ大統領の戦争会議

シチュエーションルームの役割は即時性のある情報提供と、国家安全保障会議メンバー、国家安全保障問題担当大統領補佐官、そして合衆国大統領に対する危機管理支援である。事実シチュエーションルームは24時間365日、常に重要機密情報をホワイトハウスの内外と連携している。特に大統領がホワイトハウスを不在にしているとき、最重要情報を届けるパイプの役割を果たしている。ワシントンD.C.の国家安全保障関係者が持つ情報を大統領の出先に確実に届けるために必要不可欠な橋渡し役である。
1日は監視チームの朝例報告作成から始まる。大統領、副大統領、そしてホワイトハウスの最上級幹部を対象に作成された朝例報告書は、国防諜報日報、国務省の早朝要約書、外交公電、そして諜報報告のコピーを含んでいる。この朝例報告資料は通常、国家安全保障担当補佐官の出勤時に迎えに来る車の中にある。
朝の定例業務には、大統領日例指示 (President's Daily Brief。PDB) もまた含まれている。PDBは国家情報長官室によって作成され、合衆国インテリジェンス・コミュニティー（インテリジェンス・コミュニティーも参照）の職員によって大統領と他の国家安全保障会議の高官に対して手渡しされ説明される。加えて、監視チームは集約した極秘情報の朝例報告と夕例報告も提供している。
これらの当局を跨る直近の問題を扱った集約情報は、選別されて国家安全保障会議のメンバーに対しても連携される。またシチュエーションルームの要員はホワイトハウスと国家安全保障会議に対して状況の変化に関しての警告を発することもしている。
大統領に情報を伝達する責任は国家安全保障担当補佐官にある。他のセンターからの写真や表、地図を含む最新の報告をまとめたもので後ほど「部屋に座って書け」ば用意ができる。シチュエーションルームの担当者の責任は大統領と国家安全保障担当補佐官が最新の状況だけでなくその最新の状況をどう報道機関が報道しているかを確実に伝え続けることである。
他の典型的なシチュエーションルームの役割としては、大統領の電話を調整し外国元首との重要な問題を含んだ通話へ誘導するといったことも行う。この両者間へ至急の通話を調整することは同時に、常に記録を取り続け適切な安全保障上の重要性を認識しながら必要な情報を伝え続けるという役割を含んでいる。
この機能はシチュエーションルームがホワイトハウスの窓口と密接に連携して果たしている機能である。

## 2006年から2007年の改修

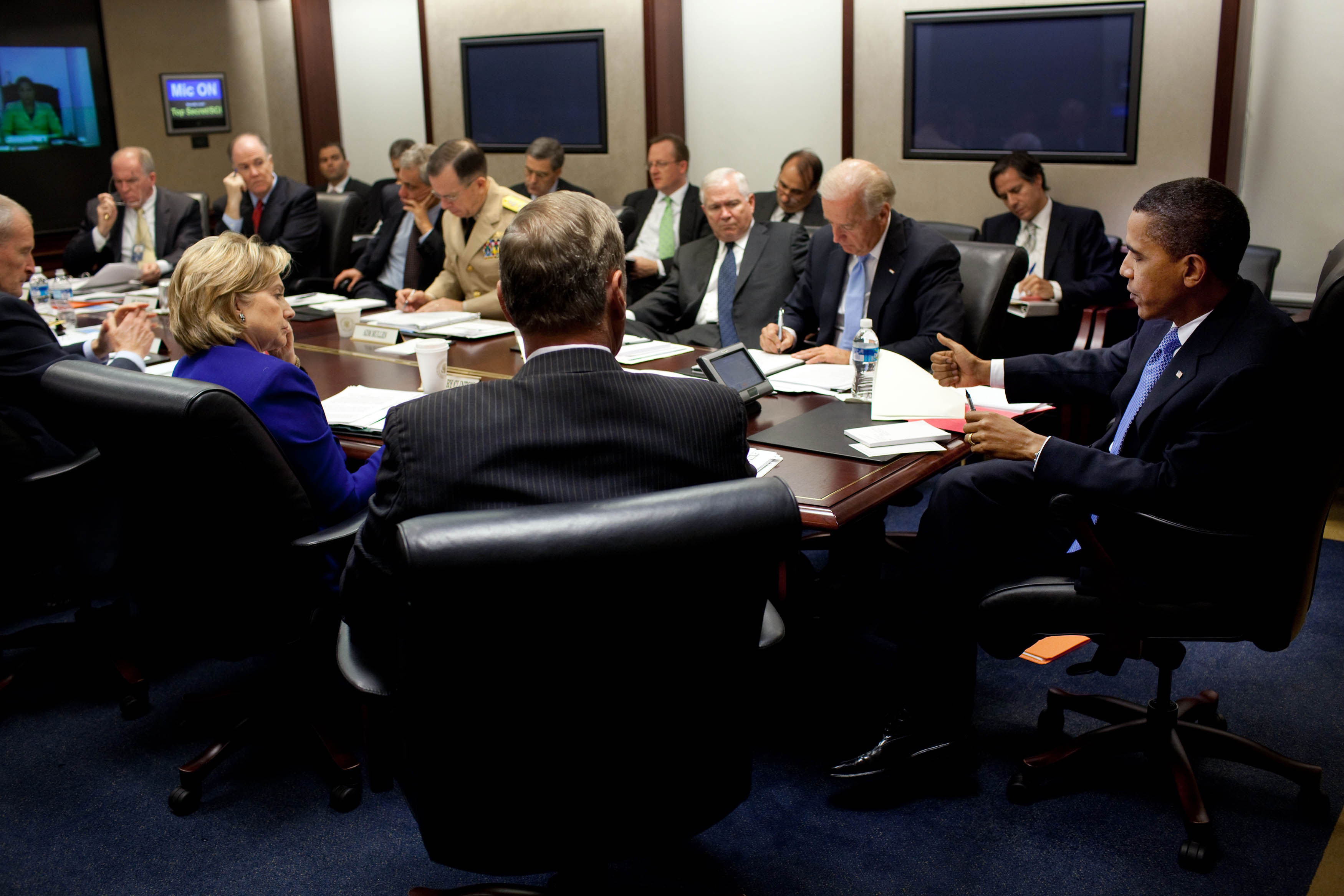
2009年9月30日、シチュエーションルームでオバマ大統領が開いたアフガニスタンに関する戦略見直し会議。

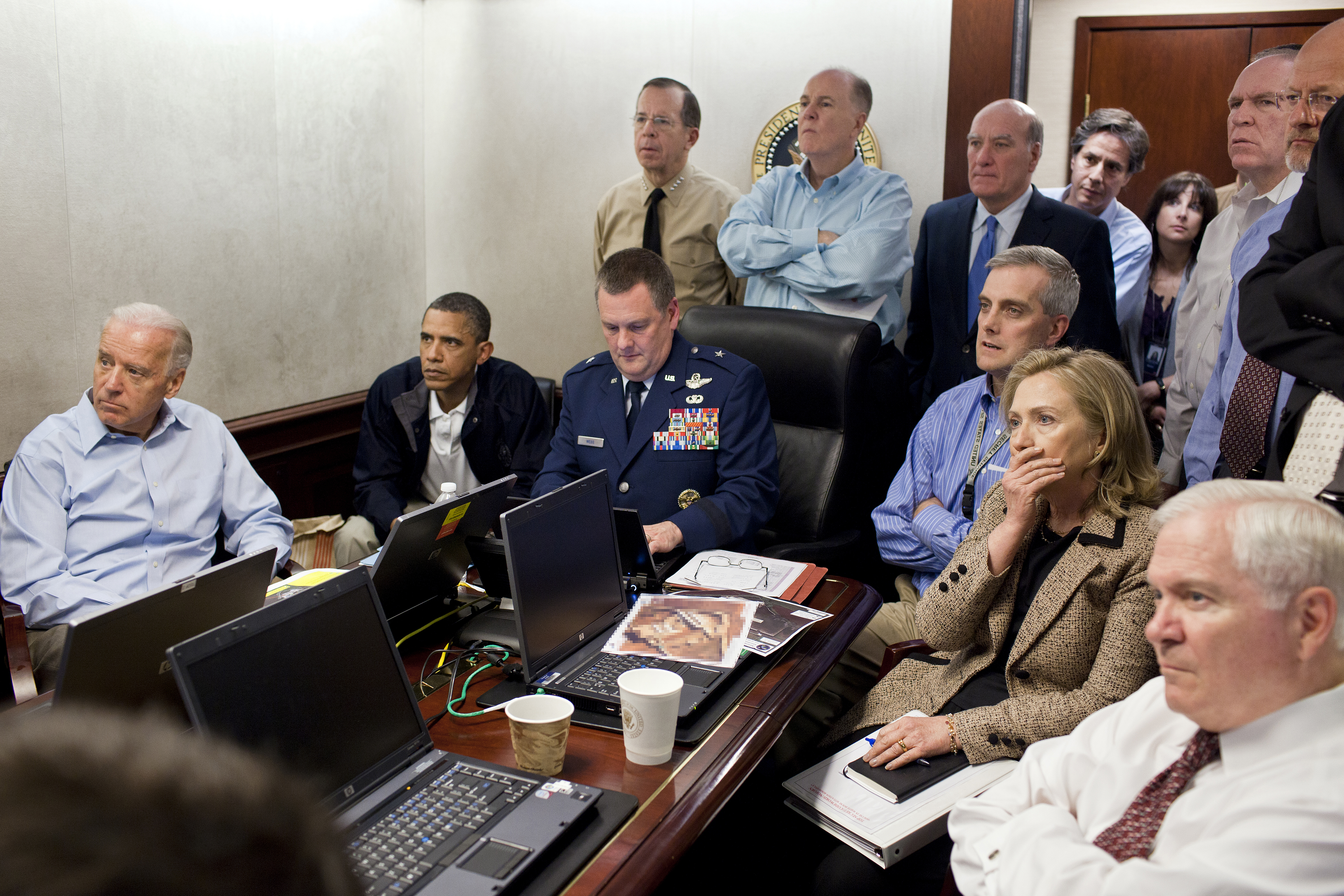
バラク・オバマ大統領とジョー・バイデン副大統領および同席する国家安全保障チームのメンバーがウサーマ・ビン・ラーディン殺害作戦の経過を見守るシチュエーションルーム内の一室（2011年5月1日）

唯一の包括的なシチュエーションルームの改修は2006年から2007年にかけて行われた。この改修に先だったものでは、1985年代の技術水準ではあるが外部と通信をするためのモニターやファクシミリ、コンピューター、電話のための電気回線の敷設はされていた。
音響機器や映像機器はデータを暗号化した場合信頼性に乏しい上に、そのような機器は時々画面やデータが黒くなり「大統領の爆発を促している」ような有様だった 。ヘンリー・キッシンジャーはかつてシチュエーションルームを「居心地が悪い上に美的センスが悪く不必要に重苦しい」と酷評した。
9.11テロが発生する前に改修の計画は始まったが、この計画はその後緊急性を増した。改築は2006年8月に始まり一連のシチュエーションルームは一旦取り壊され床がはがされ基礎から再構築された。一連の構築物は4ヶ月半で改修されたが、特に、シチュエーションルームの真上にあった首席補佐官ジョシュア・ボルテンの執務室は工事の騒音が酷かった。
『ニューヨーク・タイムズ』は「ホワイトハウスのスタッフは耳をつんざく騒音と机の上のコップの水が床の振動でグラグラ揺れる状態で部屋に座って仕事をしている」と報じた。
改修は数十年前から幾つかの段階に分けて実施され、同軸ケーブルの敷設や後にフランクリン・ルーズベルト時代に地下に埋められる円柱、窓枠の設置などが行われてきた。
またこの改修はシチュエーションルームの国家安全保障会議のための施設から安全保障の主要拠点とホワイトハウスの主要要員の執務室という役割を担えるように変換することでもあった。幾つかのマホガニー材が大きな音を立ててはがされ、そしてセキュリティ機能の備わった3つのビデオルームが従来設置されていた2つのビデオルームに加えて新たに設置された。セキュリティ要件の備わった直接通信機能はエアフォースワンにも加えられた。
加えて、その部屋は将来の技術的進歩に対しても容易に対応できるように改良された。ホワイトハウス副首席補佐官のジョセフ・ハーギンからは「これで改良するときにマホガニーをはがして新たに洞穴を掘らなくてもよくなる」という発言もあった。
また認証されていない移動体通信機器を検知するためのセンサーが天井に埋め込まれ、個人的な携帯電話通信やその他の情報機器による通信を遮断している。改修の前には秘密に持ち込もうとする機器はシークレットサービスが没収する以外に対応方法がなかったものである。
新しい一連の施設にはレセプションエリアの近くに通信手段を持たない人が使える有線通信の棚が備えられている。個人的な携帯電話は安全なガラスケースの中に格納される。
改修作業は2007年5月中旬には完成し、2007年5月17日にはジョージ・W・ブッシュ大統領とイギリスのトニー・ブレア首相が、彼らのイラク対応チームのメンバーと共に新しくなったシチュエーションルームで開催されたビデオ会議に参加した。その数日後、ジョージ・W・ブッシュ大統領によって新しくなったシチュエーションルームのテープカットセレモニーが行われた。

## 関連書籍
- Bohn, Michael (2004). Nerve Center: Inside the White House Situation Room. Potomac Books